# 芬兰林业

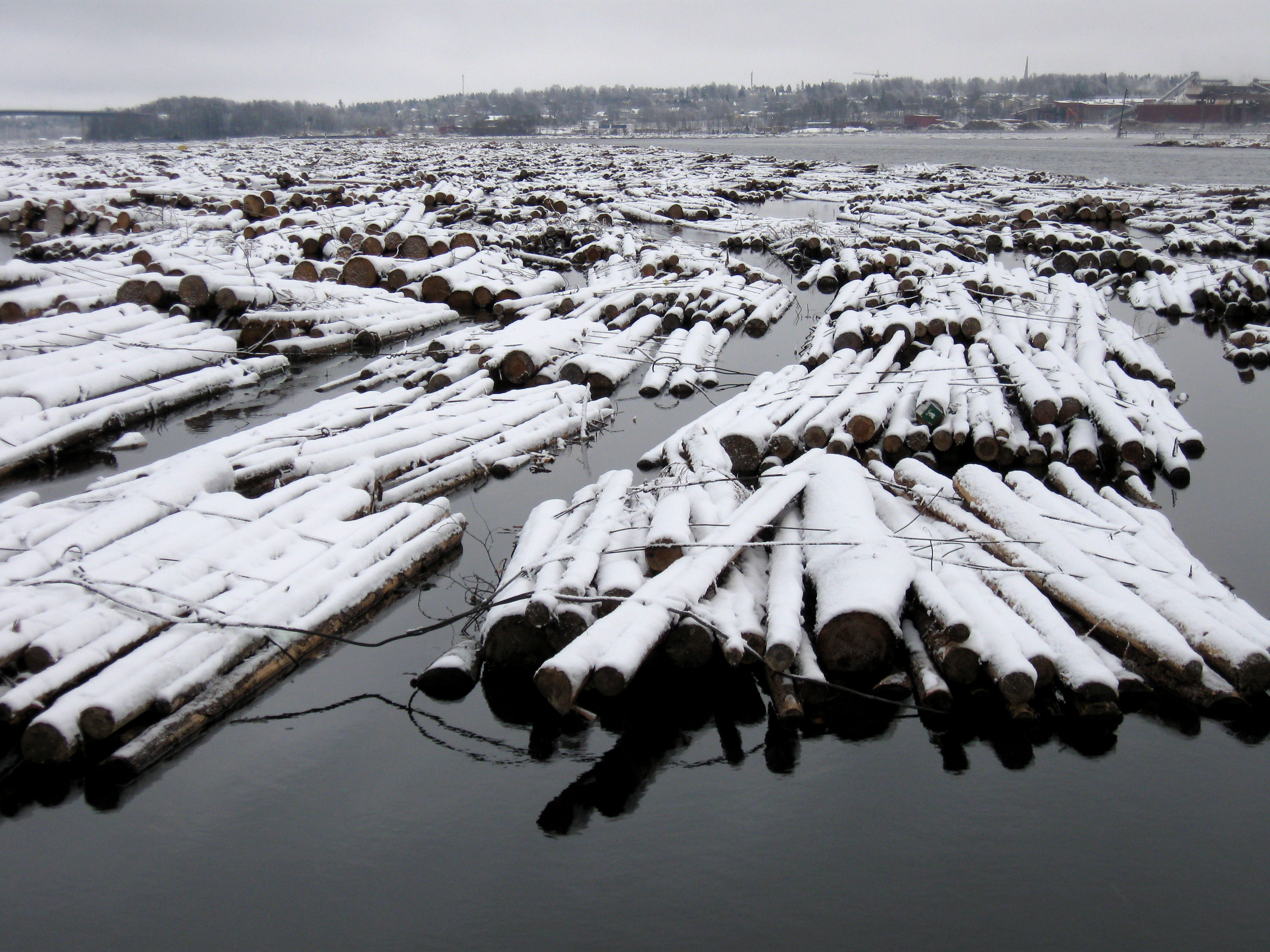
在塞马湖上漂流的伐木（2008年11月）

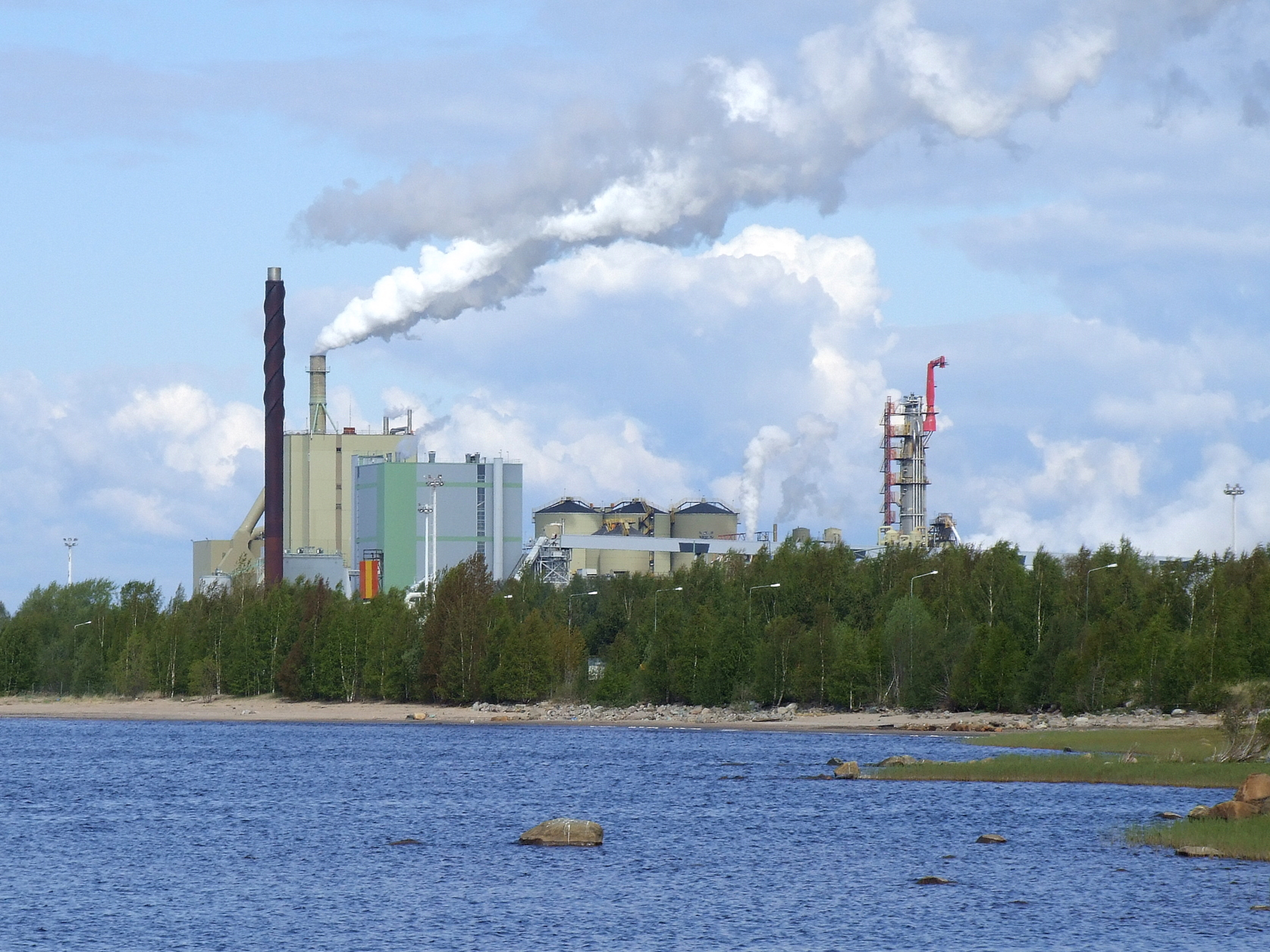
斯道拉恩索位于凯米的纸浆和造纸厂

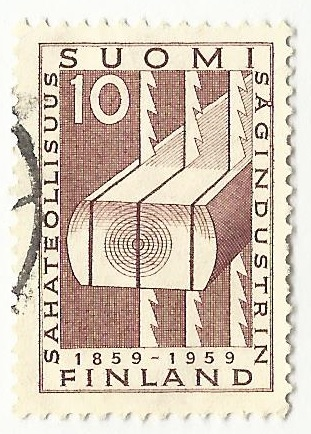
发行于1959年纪念芬兰锯木工业一百年的邮票

芬兰林业由机械（木料）和化学（纸和木浆）林业组成。芬兰是世界上最大的木浆、纸张和纸板生产国之一，以及欧洲最大的锯木生产国之一。在芬兰林业直接和间接地雇用了大约16万人。林业的辐射效应广泛延伸至社会各界。

## 规模及结构
在2014年，芬兰林业（包括家具业）的生产总值达到207亿欧元，占所有工业生产的18%。森林业雇用了芬兰工业界雇员的15%。森林业在芬兰很多地区是主要的收入来源。它大概占据所有芬兰出口的20%。
化学林业（也称为造纸和纸浆工业）生产纸张、纸板和纸浆。在芬兰有25家造纸厂、14家纸板厂和15家纸浆厂。在2014年这些工厂雇用了2万2千人。
机械林业是通过机械化来生产林木产品。锯木厂是该产业的主要雇主。锯木厂和木板生产已经高度自动化，但在木匠业依然需要人工技能。机械林业在芬兰雇用2万6千人，另外有9千人在家具业工作。在林木产品业大概有130家工业锯木厂以及其它公司。

## 公司状况
业界最大的公司为斯道拉恩索、芬欧汇川和Metsä Board。由于纸张需求及生产量下降，从2005年到2015年这些公司被迫裁减几乎过半的雇员。这些公司开始在包装材料和木质化学品的领域内寻求增长。